# Dasylirion glaucophyllum
Espèce
Classification APG III (2009)
Dasylirion glaucophyllum est une espèce de plante xérophyte de la famille des Asparagaceae. Elle est originaire du centre du Mexique.